# Hà Long
Hà Long là một xã thuộc tỉnh Thanh Hóa, Việt Nam.
Xã Hà Long được thành lập ngày 16 tháng 6 năm 2025 theo Nghị quyết số 1686/NQ-UBTVQH15  của Ủy ban Thường vụ Quốc hội  trên cơ sở sáp nhập  toàn bộ diện tích tự nhiên, quy mô dân số của thị trấn Hà Long, xã Hà Bắc và xã Hà Giang thuộc huyện Hà Trung, tỉnh Thanh Hóa . Xã này chính thức hoạt động từ ngày 01 tháng 7 năm 2025.

## Địa lý
Thị trấn Hà Long nằm ở phía tây bắc huyện Hà Trung, có vị trí địa lý:
- Phía đông giáp thị xã Bỉm Sơn
- Phía tây giáp huyện Thạch Thành
- Phía nam giáp các xã Hà Bắc, Hà Giang
- Phía bắc giáp tỉnh Ninh Bình.

Thị trấn Hà Long có diện tích tự nhiên 48,41 km². Đây là địa phương chiếm gần 20% diện tích toàn huyện Hà Trung, lớn nhất trong số các xã, thị trấn của huyện.
Quy mô dân số của thị trấn năm 2023 là 10.969 người, mật độ dân số đạt 227 người/km². Các dân tộc chính sinh sống tại Hà Long là Kinh và Mường.
Đây là nơi tọa lạc của nút giao Gia Miêu thuộc tuyến đường cao tốc Bắc – Nam phía Đông (đoạn Mai Sơn – Quốc lộ 45), kết nối với quốc lộ 217B.

## Lịch sử
Trước năm 1945, vùng đất thị trấn Hà Long thuộc tổng Thượng Bạn, phủ Hà Trung.
Sau Cách mạng tháng Tám, tổng Thượng Bạn trở thành xã Lam Sơn thuộc huyện Hà Trung; cuối năm 1947 thì xã Lam Sơn đổi tên thành xã Long Khê. Đến ngày 6 tháng 7 năm 1954, xã Long Khê chính thức mang tên Hà Long.
Ngày 5 tháng 7 năm 1977, huyện Hà Trung sáp nhập với huyện Nga Sơn thành huyện Trung Sơn, xã Hà Long thuộc huyện Trung Sơn. Đến ngày 30 tháng 8 năm 1982, xã Hà Long trở lại trực thuộc huyện Hà Trung vừa tái lập.
Ngày 24 tháng 12 năm 2015, Ủy ban nhân dân tỉnh Thanh Hóa ban hành Quyết định số 5424/QĐ-UBND về việc công nhận khu vực trung tâm xã Hà Long đạt tiêu chuẩn đô thị loại V.
Năm 2018, xã Hà Long có 12 thôn. Ngày 11 tháng 7 cùng năm, Hội đồng nhân dân tỉnh Thanh Hóa khóa XVII thông qua Nghị quyết về việc sắp xếp thôn, tổ dân phố trên địa bàn tỉnh; theo đó:
- Sáp nhập các thôn Gia Miêu 1, Gia Miêu 2 vào thôn Gia Miêu
- Sáp nhập các thôn Đồng Quảng và Đông Bình thành thôn Quảng Bình.

Sau sắp xếp, xã Hà Long có 9 thôn.
Ngày 12 tháng 7 năm 2023, Chủ tịch Ủy ban nhân dân tỉnh Thanh Hóa ban hành Quyết định số 2485/QĐ-UBND về việc công nhận khu vực dự kiến hình thành đô thị Hà Long (gồm toàn bộ xã Hà Long) đạt tiêu chí đô thị loại V.
Ngày 24 tháng 10 năm 2024, Ủy ban Thường vụ Quốc hội thông qua Nghị quyết số 1238/NQ-UBTVQH15 (có hiệu lực từ ngày 1 tháng 1 năm 2025). Theo đó, thành lập thị trấn Hà Long trên cơ sở toàn bộ diện tích và dân số của xã Hà Long.

## Hành chính
Thị trấn Hà Long được chia thành 9 thôn: Đại Sơn, Đồng Hậu, Đồng Toàn, Gia Miêu, Hoàng Vân, Khắc Dũng, Nghĩa Đụng, Quảng Bình, Yến Vỹ.

## Văn hóa

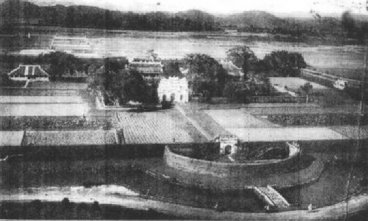
Không ảnh miếu Triệu Tường trong lịch sử

Vùng đất Gia Miêu Ngoại trang, huyện Tống Sơn (nay là xã Hà Long) là nơi phát tích của dòng dõi các đời chúa Nguyễn và các vua triều Nguyễn. Do đó, Vua Gia Long đã phong Gia Miêu là đất quý hương, Tống Sơn là đất quý huyện. Dấu tích còn lại đến ngày nay chính là 3 di tích cấp quốc gia: Lăng miếu Triệu Tường, Đình Gia Miêu, Nhà thờ họ Nguyễn, cùng nhiều di tích khác.
Di tích Lăng miếu Triệu Tường bao gồm lăng Triệu Tường và miếu Triệu Tường, cách nhau khoảng 1 km. Lăng Triệu Tường (còn có tên là lăng Trường Nguyên) là nơi an táng của Triệu Tổ Tĩnh Hoàng đế Nguyễn Kim. Khu miếu Triệu Tường là nơi thờ tự, có diện tích khoảng 5 ha, được xây dựng giống như một tòa thành nhỏ. Do có nét tương đồng với kinh thành Huế nên miếu Triệu Tường còn được xem như một "kinh thành Huế thu nhỏ" trong lòng xứ Thanh. Bị hư hỏng, hoang phế do thời gian với nhiều biến cố lịch sử, di tích Lăng miếu Triệu Tường hiện đang được trùng tu, tôn tạo.